# København under Besættelsen
København under Besættelsen er en dansk dokumentarfilm fra 1945.

## Handling
Filmen består af optagelser fra besættelsestiden og indeholder afsnit fra Frihedsrådets film Det gælder din frihed. Karl Roos' speak trækker hovedbegivenhederne op, men fortæller også om sindelag og hverdagsliv: "Byen har skiftet ansigt, noget af charmen er borte, men - smilet er ikke gået under jorden. Stemningen er alvorlig, men ikke trykket. Samme ønsker og samme tanker forener hele befolkningen." 
De voldsomme ødelæggelser af København skildres i takt med, at tyskernes greb om landet strammes: folkestrejken og de deraf følgende sanktioner fra besættelsesmagten, vagtværnet der oprettes i København efter august 1943 i et forsøg på at dæmme op for lovløshed og voksende kriminalitet, vold og magtdemonstrationer blandt andet i forbindelse med markeringen af 9. april i 1945. Efter befrielsen ses blandt andet åbningen af Rigsdagen med Kong Christian 10.'s tale, parade på Politigården med takketale til vagtværnet, officiel reception på Københavns Rådhus 2. juni 1945 for repræsentanter fra de allieredes hære og endelig kisterne med de 106 frihedskæmpere, der blev fundet i Ryvangen og stedes til hvile samme sted.